# Hubertuskapelle (Ostrachtal)

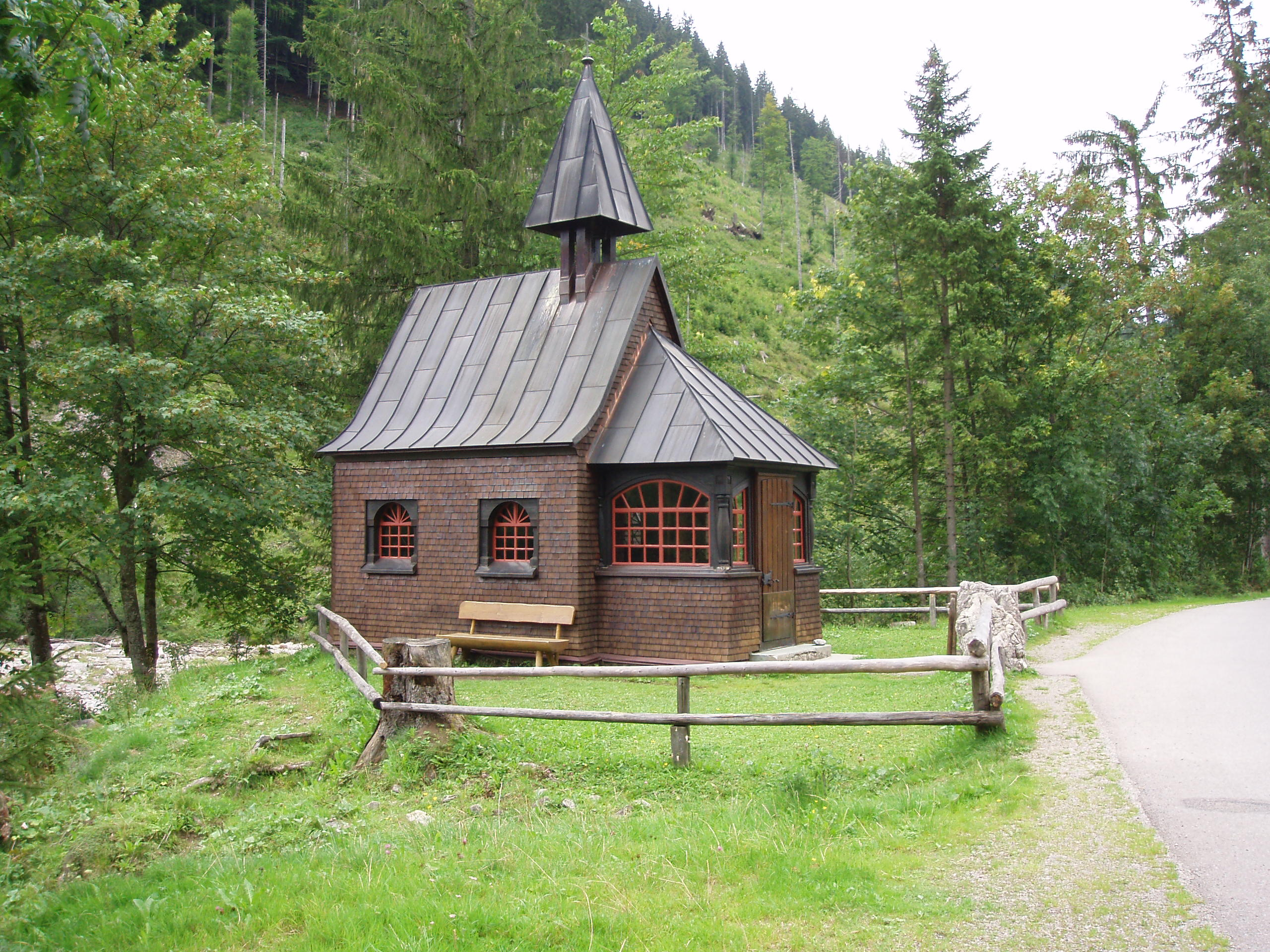
Hubertuskapelle

Die 1928 vor allem aus Holz erbaute Hubertuskapelle steht unter dem Patronat des Heiligen Hubertus von Lüttich und befindet sich an der Fahrstraße zwischen Giebelhaus und Hinterstein im hinteren Ostrachtal.
Auf dem steilen Satteldach befindet sich ein pyramidenförmig überdachter Dachreiter. Der Vorbau besitzt polygonale Fenster, der eigentliche Innenraum ovale.
Das Altarbild zeigt die Hubertuslegende. In der ursprünglichen Fassung stammte es von Adelheid von Chlingensperg, die der Künstlergilde Salzkammergut angehörte und 1944 im KZ Auschwitz ermordet wurde. 1988 fiel das Altarbild, wie bereits einige Jahre zuvor zwei Heiligenfiguren derselben Künstlerin, Vandalen zum Opfer. Inzwischen befindet sich eine Rekonstruktion nach einer Fotografie des Bildes in der Hubertuskapelle.